# 格拉德斯通鎮區 (北達科他州拉穆爾縣)
格拉德斯通鎮區（英語：Gladstone Township）是位於美國北達科他州拉穆爾縣的一個鎮區。

## 地方資料
格拉德斯通鎮區的面積為93.27平方千米，皆為陸地。根據2020年美國人口普查的數據，當地共有人口59人，而人口密度為每平方千米0.63人。